# 少贰资能
少贰资能（日语：少弐 資能/しょうに すけよし）是日本镰仓时代前期至中期的武将、御家人。少贰氏第二代当主。

## 生平
资能为武藤資賴之子，武藤氏世代为太宰府太宰少贰，到了资能这一代遂因官名改姓少贰。
资能在北九州持有很大势力，担任幕府的镇西奉行。文永五年（1268年），负责对应蒙古的使者。他在文永之役将要开战前出家并把家督之位让给长子少贰经资，法号觉惠。他以高龄出任对元日军的总指挥官，成功阻止并击退了元军。弘安四年，他依旧老当益壮地出战，在壹岐岛战役奋战，击退了壹岐岛的元军。但由于在战役中负伤，不久去世。享年84岁。由大应国师南浦绍明主持安葬于太宰府横岳崇福寺。
此前，资能曾于仁治三年（1242年）圣一国师圆尔开山博多承天寺时寄进了大量土地，达数万坪之多。
此外在太宰府市观世音寺北面被称为观世音寺四十九子院跡之一的安养寺原址处有据说是武藤资赖墓的五轮塔以及少贰资能的供养塔（宝篋印塔）。